# Albert de Mun
Pour les articles homonymes, voir Mun.
Adrien Albert Marie, comte de Mun, né le 28 février 1841 au château de Lumigny (Seine-et-Marne) et mort le 6 octobre 1914 à Bordeaux (Gironde), est un militaire, homme politique et académicien français, initiateur du catholicisme social et théoricien du corporatisme chrétien.
Il est légitimiste et défend la Restauration monarchique jusqu’à la mort du comte de Chambord en 1883 et l’encyclique Au milieu des sollicitudes (1892) prônant le ralliement des catholiques à la République.
Adversaire du libéralisme comme du socialisme, il défend nombre de réformes sociales dans un esprit particulier, inspiré du corporatisme d’Ancien Régime : c’est ainsi que sa pensée influença différents mouvements chrétiens, d’abord du catholicisme social, puis de tendances opposées comme la démocratie chrétienne ou la gauche chrétienne protestante, le christianisme social.
Ayant soutenu un temps le général Boulanger puis devenu anti-dreyfusard, il fonde l’Action libérale populaire après la victoire du Bloc des gauches en 1902, s’opposant de façon virulente à la loi de séparation des Églises et de l’État de 1905, puis défend le réarmement de la France.

## Biographie

### Jeunesse et guerre franco-prussienne
Fils d'Adrien de Mun, deuxième marquis de Mun, et d'Eugénie Ferron de La Ferronays, Albert de Mun est issu d'une ancienne famille de la noblesse de Bigorre qui a reçu en 1817 le titre de marquis et en 1821 celui de Pair de France. Il est le petit-fils de Claude-Adrien de Mun et celui du ministre Auguste Ferron de La Ferronnays. Par son père, il descend aussi du philosophe Claude-Adrien Helvétius.
Adrien-Albert de Mun est formé à Saint-Cyr, et participe comme capitaine de cavalerie, au conflit franco-prussien de 1870, où il est fait prisonnier.
En captivité en Allemagne à Aix-la-Chapelle, avec son ami René de La Tour du Pin, il découvre un ouvrage d'Émile Keller, député du Haut-Rhin. Il se familiarise également avec le mouvement catholique populaire existant outre-Rhin depuis 1848 à l'initiative de personnalités telles que Lieber, le futur chef du Zentrum, le parti de démocratie chrétienne, et Wilhelm Emmanuel von Ketteler, archevêque de Mayence et « initiateur immortel du catholicisme social » selon les mots de Mun.

### Légitimisme et question sociale
Les événements de la Commune de Paris et la répression sanglante qu'elle entraîna lui firent mesurer le fossé qui séparait la classe ouvrière du libéralisme. Il fonda alors les « cercles ouvriers », sous la forme de l’Œuvre des cercles catholiques d'ouvriers avec René de la Tour du Pin, Félix de Roquefeuil-Cahuzac, Henri Savatier et Maurice Maignen. Il souhaitait contribuer de cette façon à la rechristianisation du peuple et à la défense de ses intérêts matériels et moraux : l'œuvre des cercles comptait en 1878 375 cercles, 37 500 ouvriers, et 7 600 membres des classes dirigeantes.

Il est élu député pour la première fois en 1876 dans la circonscription de Pontivy. En 1881, il est l'un des fondateurs de la revue L'Association catholique où il défend la foi catholique. Défenseur de la Restauration monarchiste, il déclare à Vannes, le 8 mai 1881 : 

« Je suis royaliste dans la sincérité de ma conscience de catholique et de Français. »

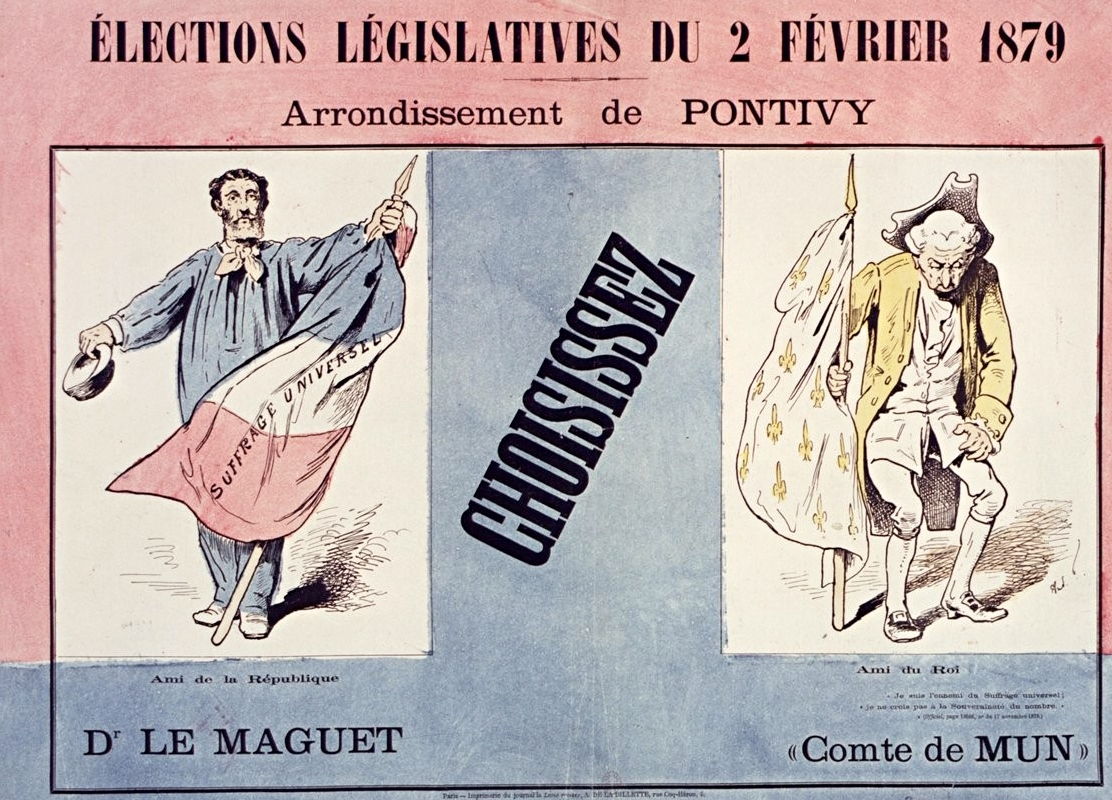
Caricature des deux principaux candidats (Albert de Mun et Louis Joachim Le Maguet) aux élections législatives du 2 février 1879 dans l'arrondissement de Pontivy (Imprimerie du journal la Lune Rousse, 1879).

Catholique et monarchiste légitimiste, il siège à l'extrême droite. Après la mort du comte de Chambord (août 1883), qui ruine les espoirs de restauration, il décide de créer un parti catholique et social, à l'image du Zentrum allemand. Léon XIII, cependant, s'y oppose et il abandonne son projet. Il diffuse cependant ses idées en Europe en participant aux réunions de l'Union de Fribourg, créée en 1884 et qui réunit différents catholiques sociaux.
Pendant son activité parlementaire, quasiment ininterrompue de 1876 à 1902, il contribua à l'élaboration de presque toutes les lois sociales de la Troisième République, bien que voulant leur donner une tournure particulière.
Ainsi, lors des débats en juin 1883 sur la loi Waldeck-Rousseau de mars 1884 autorisant les syndicats, il fit l'apologie des corporations d'Ancien Régime, se plaçant à égale distance du « socialisme d'État » et du laissez-faire. Il proposait ainsi de créer des « syndicats mixtes », alliant patrons et syndicats afin de « réconcilier le capital et le travail », et s'attirant ainsi des répliques cinglantes de Clemenceau. Le 25 janvier 1884, il défend à la Chambre l'importance des réformes sociales dans une perspective conservatrice, critiquant la concurrence libérale et l'« avilissement » du travail « au rang d'une marchandise » dans un discours qui rappelle par moments le Manifeste du Parti communiste tout en poursuivant un but manifestement opposé :

« La question est de savoir si tous ceux qui ont intérêt à la conservation sociale, - et je n'en excepte naturellement personne, - sauront à temps se réunir et s'entendre, non pas pour se coaliser dans une infructueuse résistance, mais pour diriger, pour conduire la réforme économique devenue nécessaire, ou si cette réforme inévitable se fera définitivement sans eux et contre eux. Voilà la question : il n'y en a pas de plus haute dans l'ordre politique, je n'en connais pas qui mérite à un plus haut point de fixer l'attention des hommes d'État ; elle a un nom : c'est la question sociale.
Les nations modernes sont en souffrance, et la maladie chronique qui les épuise […] c'est l'excès de la concurrence.
Depuis un siècle, des doctrines nouvelles se sont levées sur le monde, des théories économiques l'ont envahi, qui ont proposé l'accroissement indéfini de la richesse comme le but suprême de l'ambition des hommes, et qui, ne tenant compte que de la valeur échangeable des choses, ont méconnu la nature du travail, en l'avilissant au rang d'une marchandise qui se vend et s'achète au plus bas prix.
L'homme, l'être vivant, avec son âme et son corps, a disparu devant le calcul du produit matériel. Les liens sociaux ont été rompus ; les devoirs réciproques ont été supprimés ; l'intérêt national lui-même a été subordonné à la chimère des intérêts cosmopolites, et c'est ainsi que la concurrence féconde, légitime, qui stimule, qui développe, qui est la nécessaire condition du succès, a été remplacée par une concurrence impitoyable, presque sauvage, qui jette fatalement tous ceux qu'elle entraîne dans cette extrémité qu'on appelle la lutte pour la vie. »

La loi Waldeck-Rousseau autorisa ces syndicats mixtes, mais leur refusa la faculté d'acquérir, ce que défendait le comte de Mun, qui voulait qu'elles puissent avoir le droit de recevoir des dons et des legs et d'organiser des caisses contre le chômage, la pauvreté, la maladie et la vieillesse, sorte d'équivalent des sociétés de secours.
L'année suivante, il s'oppose toutefois avec Clemenceau aux aventures coloniales de Ferry et vote contre les crédits donnés à l'expédition du Tonkin. Cependant, il défendit l'expédition de Madagascar.
Une association est cependant fondée en 1885 et installée au siège de la Ligue de la Contre-Révolution datant de l'année précédente. Il s'oppose en mai 1885 à la désaffectation du Panthéon, puis, résolument, à la loi d'exil de juin 1886. En 1886, il fonde l'Association catholique de la jeunesse française (ACJF) : de 1 500 adhérents à son premier congrès, à Angers, en 1887, elle passe à 140 000 adhérents en 1914.
En 1887, il défend sans succès deux propositions de loi visant à protéger les paysans, l'une permettant de maintenir l'indivisibilité des exploitations agricoles, l'autre déclarant insaisissable les petites propriétés. Une telle proposition ne sera retenue qu'en juillet 1909, avec la loi sur le bien de famille insaisissable votée sous Clemenceau.
Il soutint l'aventure populiste du général Boulanger pour contrecarrer la « République bourgeoise » (discours de Romans d'octobre 1888), rencontrant le général à plusieurs reprises pourvu d'une barbe postiche pour ne pas être reconnu par les policiers. Il vota d'ailleurs contre l'établissement de poursuites contre le général, qui fut finalement condamné par la Haute Cour de justice. Après les élections de 1889, il estime que le boulangisme est défait et adresse une lettre au comte de Paris pour lui exposer la situation. Il indique que les royalistes se maintiennent, ce qui n'est pas le cas si on ne prend pas en compte les boulangistes, que la restauration par le suffrage universel est définitivement impossible, que le boulangisme est vaincu mais que les causes de son déclenchement existent toujours et que le royaliste doit les exploiter. Enfin, il prône une politique résolument conservatrice avec une importance accrue sur les questions religieuses et sociales mais qu'il faut délaisser la question de la royauté.
Après la crise boulangiste, il soutint l'Union pour la France chrétienne. En 1888, le comte défend un projet de réglementation du travail des femmes ainsi que le repos dominical.  Le 5 juillet 1890, il réussit à défendre un amendement interdisant le travail des enfants en dessous de 13 ans. Il participe aussi aux réformes du droit du travail concernant les accidents professionnels, proposant de substituer à la théorie de la responsabilité délictuelle le principe du risque professionnel.
En 1890, il soutient la candidature d'Édouard Drumont au conseil municipal du VIIe arrondissement de Paris, mais celui-ci ne parvient pas à se faire élire.

### Ralliement de 1892
Finalement, il se rallia à la République dans le sillage des positions de Léon XIII et de la doctrine sociale de l'Église (encyclique Au milieu des sollicitudes de 1892). De Mun accepte de sacrifier ses convictions et de se séparer de beaucoup de ses amis, et déclare, le 23 mai 1892, à Grenelle, au congrès de l'ACJF : « J'entends placer mon action politique sur le terrain constitutionnel pour me conformer aux décisions du souverain pontife. » Il défend alors l'arrêt de travail obligatoire et une indemnité pour les femmes enceintes.
Aux législatives de 1893, il est battu dans le Morbihan, les royalistes non ralliés préférant porter leur voix sur le candidat radical, Étienne Lamy, qui l'emporte, avec Albert Le Clec'h, autre rallié, sur de Mun. Il participe toutefois, avec Jacques Piou, à la fondation de la Droite constitutionnelle, qui rassemble les catholiques ralliés mais n'obtient que 35 sièges. Il est cependant réélu lors d'une élection partielle, le 21 janvier 1894, à Morlaix, où il sera constamment réélu, en 1898, 1902 et 1904 sans concurrence ; en 1910 et 1914.
En avril 1894, à l'occasion d'une intervention à la Chambre des députés de Jaurès, qui fait suite à des perquisitions opérées chez un « anarchiste » de retour des grèves de Carmaux en vertu des « lois scélérates », alors que Jaurès évoquait la manifestation des Invalides à laquelle avait participé, une dizaine d'années plus tôt, Albert de Mun (et qui avait fini en pillages de boulangeries), de Mun interrompt ainsi l'orateur :

« M. le comte Albert de Mun. — Il n’y a pas de socialisme chrétien. (Rires et applaudissements ironiques à l’extrême gauche.)

M. Jaurès. — Monsieur de Mun, je suis entièrement d’accord avec vous, si vous voulez constater qu’il y a incompatibilité absolue entre le principe d’autorité représenté par l'Église, telle que vous la servez, et le principe d’universel affranchissement qui se résume pour nous dans la doctrine socialiste.

[…]

M. Jaurès. — Si je vous ai appelé socialiste chrétien, monsieur de Mun, — un mot contre lequel, au point de vue philosophique, vous avez le droit de protester, — c’est d’abord parce que c’est ainsi que le mouvement que vous avez inauguré est communément nommé dans les discussions politiques, et ensuite parce qu’en effet vous avez essayé d’emprunter au socialisme tout ce que vous pouviez lui emprunter pour restaurer dans ce pays-ci l’influence du christianisme constitué à l’état d’Église.

M. le comte de Mun. — C’est tout le contraire ! »

### Antidreyfusisme et Action libérale populaire
Il est élu à l'Académie française au premier tour le 1er avril 1897, au fauteuil de Jules Simon, prédécesseur.
Lors de l'affaire Dreyfus, il fustige le « Syndicat » (juif) protégeant Alfred Dreyfus. Le 20 janvier 1898, deux jours après la publication de J'accuse…! par Émile Zola, il s'élève à la Chambre des députés contre ce dernier et L'Aurore : celle-ci vote, par 312 voix contre 122, les poursuites contre l'écrivain.
Pendant l'affaire Dreyfus, il rejoint la Ligue de la patrie française, ligue anti-dreyfusarde modérée,. Il y côtoie les peintres Edgar Degas et Auguste Renoir, les poètes José-Maria de Heredia et Pierre Louÿs, le compositeur Vincent d'Indy, Jules Verne, etc.
En 1901, il fut avec Jacques Piou l'un des fondateurs d'Action libérale populaire, le parti politique des catholiques ralliés à la République. Ennemi sans concessions du gouvernement Waldeck-Rousseau et du « petit père Combes », il s'oppose résolument à la loi de séparation des Églises et de l'État de 1905.
En 1909, Albert de Mun prit position contre l'Action française, en souhaitant publier un article dans le journal L'Univers, intitulé « Descendons dans la rue ». Malgré l'opposition d'un prêtre, le père Marie-Albert Janvier, proche de l'Action française, il maintint sa position et trouva un soutien en la personne du cardinal Amette.
Malade, il abandonne peu à peu les questions de politique intérieure à l'hémicycle, pour se consacrer à l'écriture d'articles dans Le Figaro, La Croix et Le Gaulois. Il siège cependant à la Commission des affaires étrangères, et défend le général Lyautey lors de la crise d'Agadir (1911). Il défend la loi des trois ans (1913) et entre même à la Commission du budget pour y défendre son application, appuyant le projet d'un emprunt de 1 400 millions de francs.

Lorsque la Première Guerre mondiale éclate, il fonde l'œuvre des aumôniers volontaires, obtient le 11 août 1914, la reconnaissance des aumôniers militaires volontaires par le gouvernement Viviani et accompagne, à sa demande, Raymond Poincaré replié sur Bordeaux. Lors de la bataille de la Marne, il écrit : 

« Dieu sauve la France comme il l'a sauvée déjà à Poitiers, Bouvines, Orléans, Denain et Valmy. »

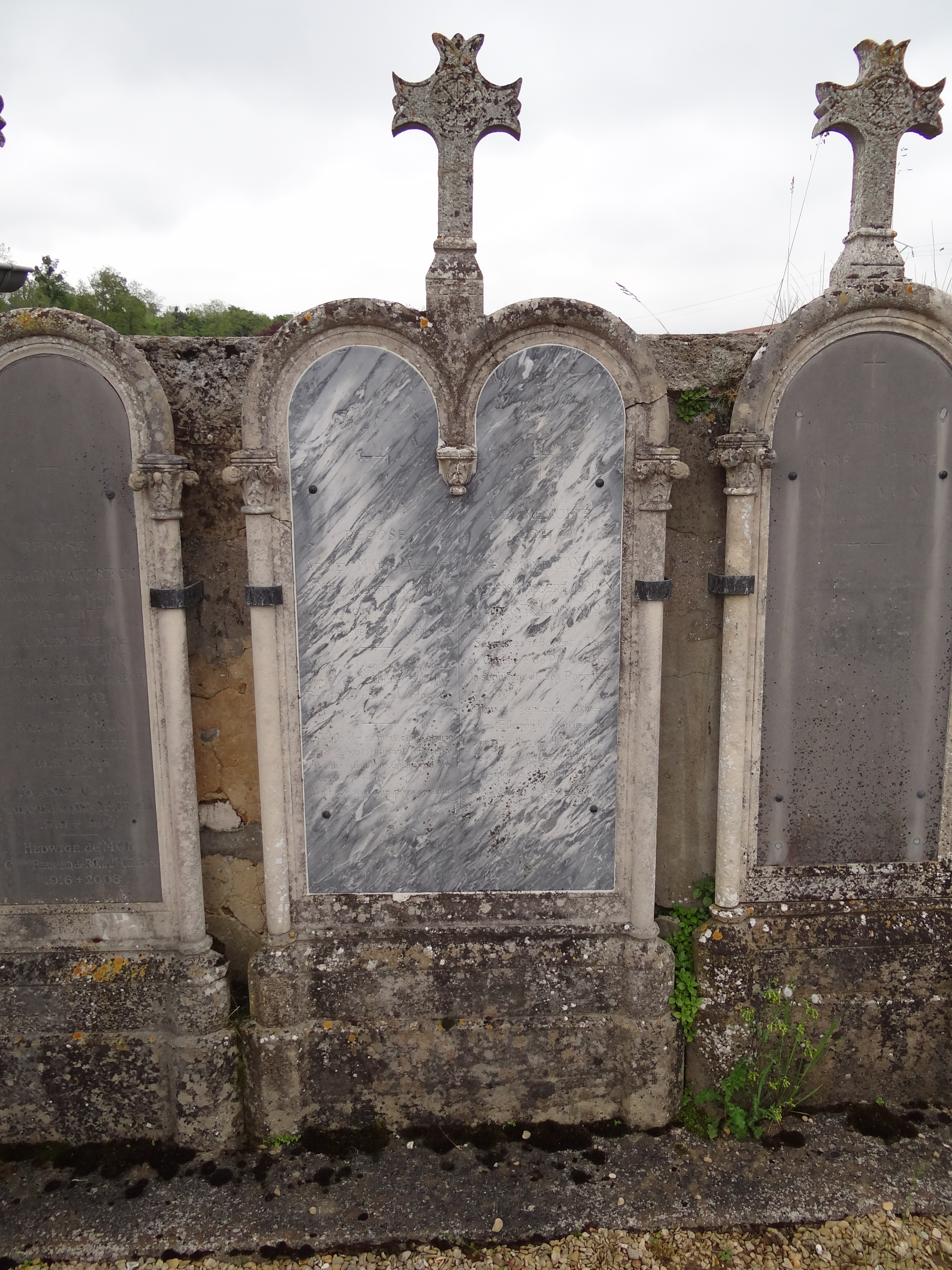
La tombe d'Albert de Mun dans l'enclos familial au cimetière de Lumigny à Lumigny-Nesles-Ormeaux (Seine-et-Marne).

Il meurt d'une crise cardiaque le 6 octobre 1914 à Bordeaux.

### Mariage et descendance
Albert de Mun épouse le 4 novembre 1867 Simone d'Andlau (château de Voré, Rémalard, Orne, 29 juin 1848 - Paris VIIIe, 26 novembre 1934), fille de Jean Richard Léonce, comte d'Andlau, conseiller-général de l'Orne, et d'Aline d'Orglandes. Par son père, elle était aussi une descendante du philosophe Claude-Adrien Helvétius. Dont quatre enfants :
- Bertrand de Mun, officier de cavalerie, capitaine d'état-major, chevalier de la Légion d'honneur, député de la Marne (Versailles, 26 janvier 1870 - Paris VIIIe, 9 mars 1963), marié en 1897 avec Marcelle Werlé, dont postérité.
- Henri de Mun (Villerville, 12 août 1875 - Paris XVIe, 6 juin 1970), marié en 1901 avec Annie Perquer, dont postérité.
- Marguerite-Marie de Mun (Paris VIIIe 10 avril 1877 -  Paris XVIe, 11 juin 1970), mariée en 1902 (divorce en 1923) avec Jean Hennessy, député de la Charente, ambassadeur de France, (1874-1944), dont postérité.
- Fernand de Mun (château de Voré, Rémalard, 14 août 1880 - Pornic, 16 avril 1973), marié en 1907 avec Anne de Bourqueney, dont postérité.

### Mandats parlementaires
- Député du Morbihan de 1876 à 1878 et de 1881 à 1893
- Député du Finistère de 1894 à 1914

## Témoignage
La cousine d'Albert de Mun, Élisabeth de Gramont, duchesse de Clermont-Tonnerre, consacre plusieurs pages de ses Souvenirs à Albert de Mun ; le frère de ce dernier, Robert de Mun, avait d'ailleurs épousé la tante de la duchesse, Jeanne de Gramont.

« M. de Mun, officier de cuirassiers, avait mené joyeuse vie en Algérie jusqu'à son mariage avec la jolie Mlle d'Andlau, et à partir de ce moment, croyant et pratiquant, il vécut en grand catholique avec sa femme et ses nombreux enfants, partageant son temps entre la Chambre des députés et ses études de philosophie chrétienne.

La belle Mme de X…, le ramenant dans son coupé, lui fit des agaceries.

- Vous me voyez navré, mais je ne trompe jamais ma femme.

Il allait chaque matin à la messe avec un gros paroissien sous le bras. Je sais que ses sentiments religieux étaient sincères, mais il avait la religion un peu ostentatoire. D'une simplicité presque monacale dans sa vie privée, il rechercha les biens temporels pour ses enfants qu'il allia aux grandes marques de champagne et d'eau-de-vie.

[…]

Enfant, il montait sur les tables et faisait déjà des discours. Il fut longtemps le plus grand orateur de la droite et peut-être de la Chambre, où il avait une situation prépondérante. La noblesse de sa nature lui valait l'estime et le respect de ses adversaires même. Son beau physique, l'art des gestes, une voix extraordinaire, faisaient de lui un véritable tribun. Il était vraiment le représentant de la papauté en France et eut de longs conciliabules avec Léon XIII dont il propagea les idées. Il tint tête à Waldeck-Rousseau en de mémorables discours. Il est le dernier grand parlementaire de la droite. Lorsque le Panthéon fut désaffecté, en 1885, il fit un discours retentissant où il déploya (en vain) ses plus belles qualités pour sauvegarder l'église de Sainte-Geneviève, la patronne de Paris.

[…]

Albert de Mun fut nommé académicien, et il fit un de ses derniers beaux discours à l'Académie française quand il reçut le poète Henri de Régnier.

Les nymphes de Régnier ne plaisaient pas à M. de Mun et c'est d'une voix vibrante et chaleureuse qu'il pourfendit l'auteur de la Cité des Eaux et des Jeux Rustiques et Divins, le jour de sa réception.

(NB : Dans ce discours qui fit du bruit, Albert de Mun déclarait ainsi au malheureux Henri de Régnier : "Je les ai lus, ces romans, je les ai tous lus et jusqu’au bout, car j’ai été capitaine de cuirassiers. Mais pour parler davantage, entre les graves images qui gardent notre Coupole, des aventures de vos Amants Singuliers, des Rencontres de M. de Bréot et des Tentations de M. Nicolas de Galandot, convenez, Monsieur, que je ne suis plus assez cuirassier…")
M. de Mun était le descendant du philosophe rationaliste Helvétius, l'auteur du livre De l'Esprit. À l'intelligence de son ancêtre, il joignait le charme créole des La Ferronays, ses grands-parents, qui sont dépeints dans les Récits d'une Sœur. Mme Craven, sa tante, publia ce récit. »

## Hommages
Un buste d'Albert de Mun ornait auparavant la salle des Quatre-Colonnes du palais Bourbon, faisant pendant à celui de Jean Jaurès. Ces deux personnages représentaient la parité politique au sein de l'institution. Toutefois, le buste du comte a été remplacé en 2016 par un buste d'Olympe de Gouges. Le buste d'Albert de Mun est maintenant dans le salon Abel de Pujol, salon utilisé traditionnellement plus spécialement par les députés de droite, toujours au palais Bourbon.
Plusieurs lycées catholiques portent aujourd'hui son nom, dont les lycées privés sous contrat Albert-de-Mun à Nogent-sur-Marne (le lycée Albert-de-Mun), dans le Val-de-Marne, et celui dans le 7e arrondissement de Paris, 2 rue d'Olivet, ainsi que l'école primaire publique Albert-de-Mun à Rennes et une école de mode à Paris.
Le nom d'Albert de Mun a aussi été donné à :
- une avenue à Paris,
- diverses rues en France (Rennes, Bordeaux, Saint-Nazaire, Brest).

## Distinctions
- Chevalier de la Légion d'honneur (31 mai 1871)[18]

## Principales publications
- Discours [et écrits divers] (7 volumes, 1888-1904)
- La Loi des suspects : lettres adressées à M. Waldeck-Rousseau, président du conseil des ministres (1900)[19]
- Contre la séparation (2 volumes, 1905)[20]
- Ma vocation sociale : souvenirs de la fondation de l'Œuvre des cercles catholiques d'ouvriers, 1871-1875 (1908)[21]
- Les Dernières heures du drapeau blanc (1910)
- Combats d'hier et d'aujourd'hui (6 volumes, 1911)
- Pour la Patrie, Émile-Paul Frères (1912)
- L'Heure décisive (1913)
- La Guerre de 1914, derniers articles d'Albert de Mun (28 juillet-5 octobre 1914) (1914)

### Sources
- Les papiers personnels d'Albert de Mun sont conservés aux Archives nationales de France, site de Pierrefitte-sur-Seine, sous la cote 378AP : Inventaire du fonds.